# Phosphor trichloride
Phosphor trichloride là một hợp chất hóa học vô cơ có thành phần gồm hai nguyên tố là phosphor và clo, với công thức hóa học được quy định là PCl3. Hợp chất này có hình dạng kim tự tháp hình tam giác. Đây cũng là hợp chất quan trọng nhất trong ba phosphor chloride. PCl3 là một hóa chất công nghiệp quan trọng, được sử dụng để sản xuất hợp chất hữu cơ phosphor cho nhiều ứng dụng.

## Điều chế
Sản lượng phosphor trichloride trên thế giới đạt mốc vượt quá 1/3 triệu tấn. Phosphor trichloride được điều chế phục vụ ngành công nghiệp bằng cách tạo phản ứng giữa clo với dung dịch phosphor trắng trong phosphor trichloride, đi kèm với việc loại bỏ PCl3 liên tục khi nó được hình thành (để tránh tạo thành hợp chất PCl5 không mong muốn):
P4 + 6 Cl2 → 4 PCl3
Sản xuất công nghiệp hợp chất phosphor trichloride được kiểm soát theo Công ước vũ khí hóa học, trong đó nó được liệt kê trong danh biểu thứ 3. Trong phòng thí nghiệm có thể thuận tiện hơn để sử dụng phosphor đỏ ít độc hơn. Hợp chất này không có giá cao đến muức nó không được tổng hợp để sử dụng trong phòng thí nghiệm.